# GSC2406-531
GSC2406-531 — хімічно пекулярна зоря спектрального класу B9, що має видиму зоряну величину в смузі V приблизно 11,2.